# Lindholmiola regisborisi
Lindholmiola regisborisi е вид коремоного от семейство Helicodontidae.

## Разпространение
Видът е разпространен в Гърция.